# Мельник, Борис Петрович
Борис Петрович Мельник (2 февраля 1945, Литин — 17 ноября 2016, Израиль) — советский стрелок, призёр Олимпийских игр, чемпион мира. Заслуженный мастер спорта СССР (1972).

## Биография
Родился в 1945 году в посёлке Литин Винницкой области. В 1970 году стал двукратным чемпионом мира. В 1972 году завоевал серебряную медаль Олимпийских игр в Мюнхене. Был шестикратным чемпионом Европы и многократным чемпионом СССР. Тренировался у Д. В. Бобруна.
Скончался 24 ноября 2016 года в Израиле. Похоронен на кладбище Яркон в городе Петах-Тиква.